# Untamed (Cam)
Untamed è il secondo (il primo per una "major") album in studio della cantante statunitense Cam, pubblicato nel 2015.

## Tracce
1. Untamed – 3:30
2. Hungover on Heartache – 3:13
3. Mayday – 3:36
4. Burning House – 3:51
5. Cold in California – 3:10
6. My Mistake – 3:22
7. Runaway Train – 3:01
8. Half Broke Heart – 3:06
9. Want It All – 3:09
10. Country Ain't Never Been Pretty – 3:39
11. Village – 3:55